# The Observer

The Observer este un ziar din Marea Britanie, publicat doar duminica, înființat în anul 1791. Ziarul este deținut de compania Guardian Media Group, care mai deține și ziarul The Guardian.
Ziarul are un tiraj de 452.009 exemplare zilnic (martie – aprilie 2008).

## Legături externe
- Sit web oficial